# 四年式15公分榴彈炮
四年式15公分榴彈炮（日语：／）是日本開發的軍級野戰榴彈炮，在1920年代改良後持續在日本帝國陸軍使用，因後繼型號的產量不足，到日本戰敗時仍在次要戰線服役。

## 簡介
日本在日俄戰爭期間引進了德國設計的三八式15公分榴彈炮，當時日軍雖滿意火炮威力，但日本自產的挽馬體格上不如西方品種，因此使用傳統的6馬弋引架構時會出現難以有效機動的窘境。因此日本兵工軍官緒方勝一中校提出一種概念，即是將火炮的炮身砲架分解運輸，待進入射擊時再進行組裝。這個構想並非日本獨創，在1904年法國黎邁赫1904TR型155公厘榴彈炮問世時，便是開發出三組六馬弋引的重榴彈炮解決野戰機動的困境。帝國陸軍在三八式制式化量產後即開始醞釀，並在明治41年（1908）4月投入設計。
明治42年（1909），第一門試製炮出場，但試製炮尚未在火炮強度與重量之間取得平衡，因此持續進行測試與改良。明治44年（1911），第二版的試製炮出場，並在日本國內進行野外實地測評確認其耐用性。大正3年（1914）日軍發動青島戰役期間此款新型榴彈炮也運往戰場測評，陸軍測試後認為性能表現良好，在大正4年（1915）3月以四年式十五珊榴弾砲的名稱制式化，在昭和時期改名為四年式十五糎榴弾砲。量產後替換三八式15公分榴彈炮，以獨立野戰重炮兵團之編制在日本帝國陸軍中服役。
同前所述，四年式的基礎構想是將炮管與炮架分開各自以6馬弋引運輸，投入國外成倍的馱馬克服重炮運輸。這個方案雖然解決野戰機動的負荷，但是當轉入射擊狀態時，熟練的炮組需要10分鐘才可以完成火炮組裝開設射擊陣地，撤收則需要12分鐘，遠要較其它國家同口徑級距的火炮要來得久。此外，組合式火炮設計缺乏安全設計，服役的操砲官兵回憶錄中提到組合時若不小心砲手的手指會被切斷。
在火炮設計上，四年式是日本第一款使用液氣壓混合制退復進機的火炮。炮架為單柱體結構，適合在低仰角狀態下開火、砲閂是垂直滑鍥式，採用黃銅外殼材質之半分離發射藥，最大為五號裝藥。
但是在第一次世界大戰後，口徑150公厘以上的野戰重砲的射程急遽延伸至10公里以上，射程僅有7.8公里的四年式受到砲兵軍官的抱怨，他們向上層反映需要可比照世界列強標準，有更長射程的大口徑野戰炮。日本陸軍兵器局從大正14年5月開始嘗試改良四年式榴彈炮，主要的方式是增加砲彈發射裝藥容量、改良制退復進機，但改造後的四年式射程最多只有9公里，無法達到期望的10公里，且砲架經改造後出現強度不足（因發射藥當量增加）的毛病。但仍在昭和5年（1930）以改造四年式十五糎榴弾砲制式化。日軍了解大口徑榴彈炮的未來趨勢是機械化，並在昭和初期開始進行下一代重榴彈炮的開發。

## 量產與運用
日本
四年式榴彈炮主要是在大正年間進行量產。一個炮兵排下屬編制2門四年式榴彈炮、2個砲兵排加上彈藥排與連部構成一個榴彈炮連，每個連編制43匹軍馬。榴彈炮營則是由2或3個榴彈炮連組成，2個榴彈炮營構成一個野戰重砲兵團，因此日軍編制下的野戰重炮兵團最小編裝會有16門、標準編裝會有24門四年式榴彈炮。大正年間至七七事變日本共成立了9個野戰重炮兵團，最少有220門四年式榴彈炮完成量產。
野戰砲兵團一般是獨立單位，在作戰時編入軍級機構下，作為軍團調度的支援火力使用。四年式榴彈炮參與了日本從1920年代以後在中國爆發的各處武力衝突，早期在對抗中國軍閥時普遍仍有火力優勢，但是在國民革命軍購得德國製SFH 18榴彈砲後，日本砲兵即了解到他們在進軍主要城市時發生的攻城戰時缺乏整體優勢，尤其是長沙會戰時野戰炮兵實力不足的問題很顯著。雖然帝國陸軍在量產先進的九六式15公分榴彈炮，但這些最新銳武器成軍後多半被調往對抗英軍與美軍的戰場，在中國戰場大部分的野戰重炮兵團都還是使用改造四年式。也由於中國戰場一直有耗損，同時日軍持續增編野戰重炮兵團，大阪炮兵工廠持續小規模量產四年式榴彈炮，昭和十七年（1942）年10月的統計大阪炮兵工廠總共生產了414門四年式榴彈炮，到日軍戰敗前仍有少量生產，年產量約在20門左右。總產量約在460-480門左右。
日本投降後，在中國境內的改造四年式被中華民國政府與中國共產黨接收或是整修。
 中華民國
國民革命軍向日本採購火炮時，表達企圖採購15公分重榴彈砲的意願。民國十九年4月中原大戰前夕，蔣中正曾委託陳儀緊急採購了4門四年式榴彈炮、配套馬匹，當時的資料中稱為日本十五生重砲。這批火炮在同年7月運抵中國，並歸屬國民革命軍第三軍使用。軍長王均在7月初到宿州接收裝備。這批四年式榴炮即投入對孫殿英部隊所在之毫州城攻城戰，但該炮未能成功破壞城防，但成功圍困孫殿英軍無法離開安徽省，投入隴海鐵路沿線之戰爭。
中原大戰後，這批四年式榴彈砲只有在湯山砲校的照片中出現，並無編制在作戰單位之紀錄。日本投降後，從抗日戰爭第六戰區收整了32門四年式榴彈砲，以4門一連的編裝組成8個連，編入國民革命軍砲兵第七團(團長林日藩少將)，該團後在遼瀋戰役中頻繁使用，在該役戰敗後第七團投降，殘餘的四年式榴彈砲遭中國共產黨軍給繳獲。另外換裝四年式榴彈炮的還有國民革命軍重迫擊砲第三團，該團從第一戰區與第五戰區收整的36門150榴炮。在民國三十五年兵工署整修了26門四年式榴彈炮，總和有約90門左右的四年式榴彈炮被國軍接收，但最後結局不明。
 中华人民共和国
中國人民解放軍炮兵是在東北戰場擄獲國軍的四年式榴彈炮，在太原戰役中解放軍炮兵第1師重炮第3團第5連以四年式榴炮摧毀國民革命軍在太原雙塔寺的指揮所，該連獲得太原建功錦旗殊榮。解放軍部分部隊編入中國人民志願軍時，炮兵第1師下編制了20門四年式榴彈炮。後來有15門四年式榴彈炮編入中國人民解放軍陸軍炮兵第二十九團，投入韓戰，其中8門在1951年5月抗美援朝第五次戰役的芝浦里阻擊戰參與作戰。

## 現存

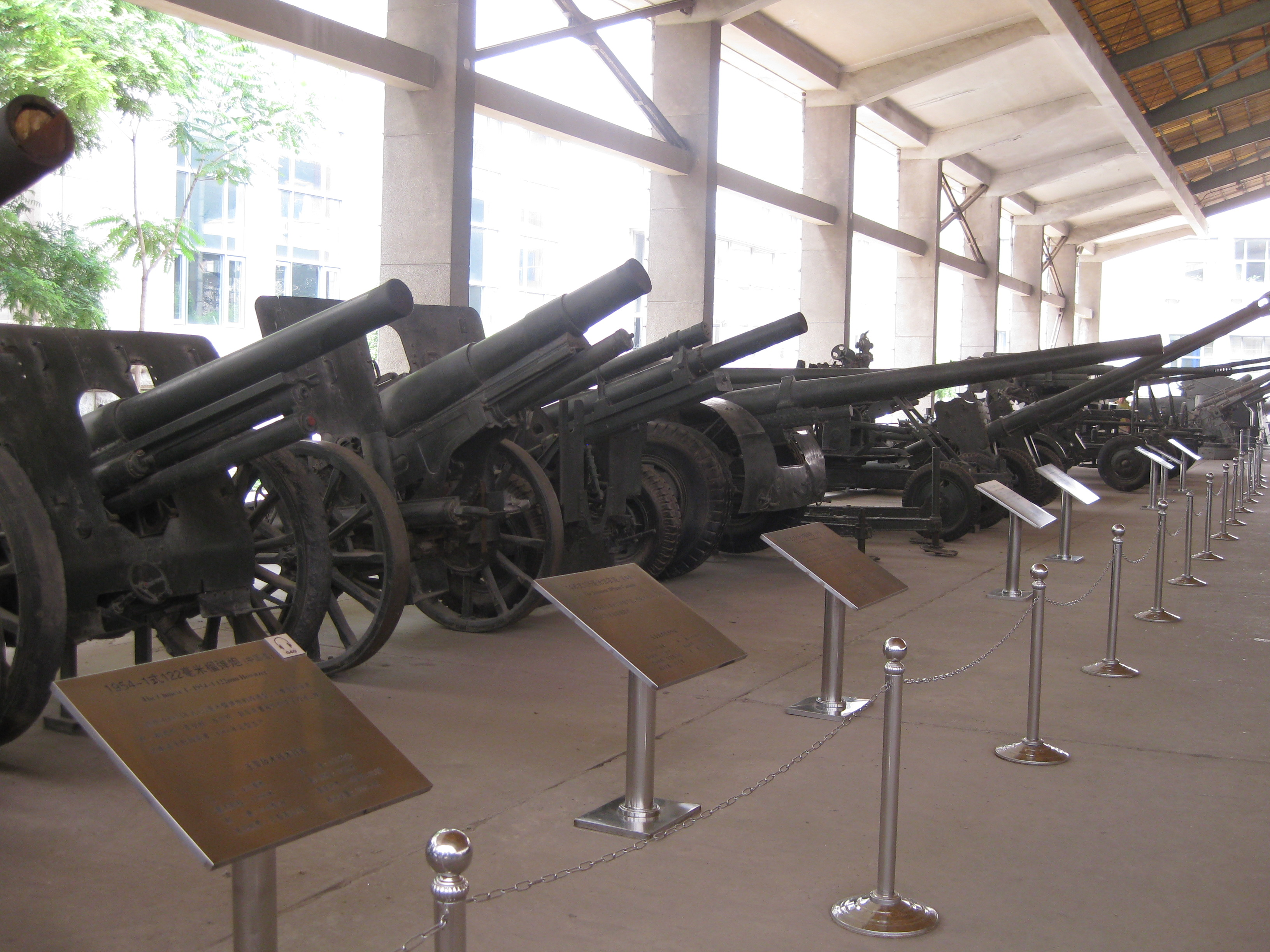
北京軍事博物館展示的日本四年式榴彈炮（左二）

- 位於北京之中國人民革命軍事博物館目前存有一門放列版，為太原戰役期間建功之裝備。
- 位在福岡縣北九州市的小倉城展示了一門砲車版